# Koprologie
Koprologie je soubor metod používaných v parazitologii k diagnostice parazitárních infekcí z trusu zvířete či ze stolice člověka. Jedná se o základní, jednoduchou, časově a finančně nenáročnou formu diagnostiky, jež se používá jak v humánní tak ve veterinární medicíně. Principem je detekce vajíček červů, jejich larev či dospělých červů; dále pak detekce oocyst nebo sporocyst parazitárních prvoků ze vzorku trusu nebo stolice. Celou řadu parazitů, jejichž alespoň část vývojového cyklus neprobíhá v trávicím traktu (např. krevní parazité – Plasmodium – původce malárie), nelze pomocí koprologie detekovat.

## Koprologické metody
- flotační metody
- sedimentační metody
- McMasterova metoda